# Симфония № 2 (Шостакович)

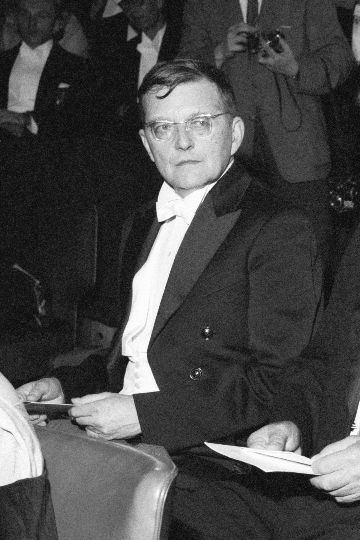
Дмитрий Шостакович

Симфония № 2 си мажор («Октябрю»), op.14 — симфония Дмитрия Шостаковича, созданная к десятой годовщине Октябрьской революции. Впервые исполнена Ленинградским филармоническим оркестром и Академией хоровой капеллы под управлением Николая Малько 5 ноября 1927 года. Шостакович позже вернулся к событиям революции в его Двенадцатой симфонии с подзаголовком «1917 год».

## Структура
Симфония состоит из двух частей общей продолжительностью около 20 минут:
1. Largo
2. Хор: «Октябрю» (на слова А. Безыменского)

## Обзор
Вторая и Третья симфонии Шостаковича часто подвергались критике за их явно экспериментальный характер и преобладание не свойственных композитору агитационно-пропагандистских элементов, использованных в хоровых финалах. 

## Список литературы
- Fay, Laurel, Shostakovich: A Life (Oxford: 2000).
- Layton, Robert, ed. Robert Simpson, The Symphony: Volume 2, Mahler to the Present Day (New York: Drake Publishing Inc., 1972). ISBN 0-87749-245-X.
- Feuchtner, Bernd, tr. Gery Brammall, Notes for Teldec 90853, Shostakovich: Symphonies Nos. 2 & 3; London Symphony Orchestra conducted by Mstislav Rostropovich.
- Maes, Francis, tr. Arnold J. Pomerans and Erica Pomerans, A History of Russian Music: From Kamarinskaya to Babi Yar (Berkeley, Los Angeles and London: University of California Press, 2002). ISBN 0-520-21815-9.
- Schwarz, Boris, ed. Stanley Sadie, The New Grove Dictionary of Music and Musicians (London: MacMillian, 1980), 20 vols. ISBN 0-333-23111-2.